# Serralves em Festa

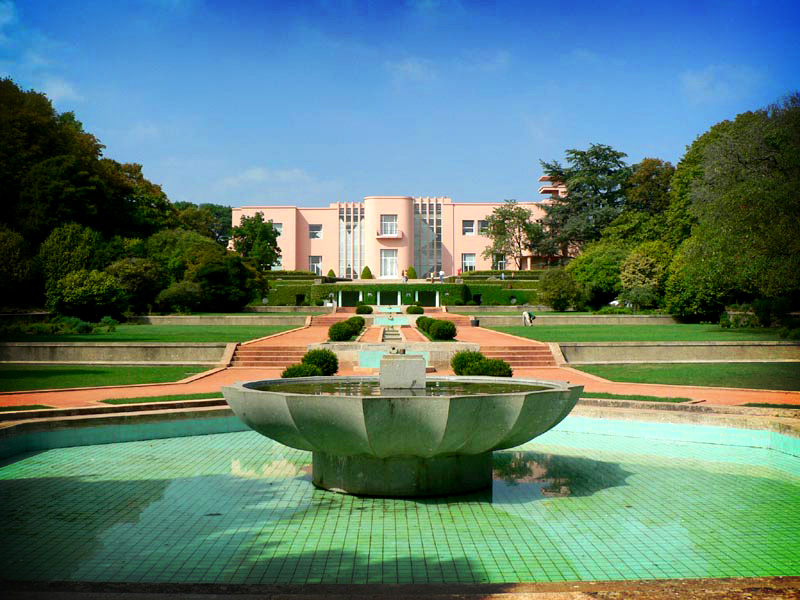
Jardins com a Casa de Serralves ao fundo.

Serralves em Festa é um festival com periodicidade anual da cidade do Porto. A primeira edição realizou-se em 2004. É organizado pela Fundação de Serralves e acontece no Museu de Arte Contemporânea (Fundação de Serralves), Casa de Serralves e no Parque de Serralves. A entrada é livre.

## Edições
O Serralves em Festa realiza-se desde 2004 e a adesão do público aumenta de ano para ano. Cada edição tem uma duração de 40 horas ininterruptas, preenchidas com música, teatro, dança, circo, cinema, performances, oficinas, dj e exposições.
- Serralves em Festa 2004 (40 horas): Decorreu de 5 de Junho a 6 de Junho.
- Serralves em Festa 2005 (40 horas): Decorreu de 4 de Junho a 5 de Junho.
- Serralves em Festa 2006 (40 horas): Decorreu de 3 de Junho a 4 de Junho.
- Serralves em Festa 2007 (40 horas): Decorreu de 2 de Junho a 3 de Junho. Contou com 78 754 visitantes, 545 artistas e cerca de 900 voluntários.
- Serralves em Festa 2008 (40 horas): Decorreu de 7 de Junho a 8 de Junho. Contou com 82 720 visitantes e quase 500 artistas em mais de 200 momentos de apresentação.
- Serralves em Festa 2009 (40 horas): Decorreu de 30 de Maio a 31 de Maio.
- Serralves em Festa 2010 (40 horas): Decorreu de 5 de Junho a 6 de Junho. Contou com 103 000 visitantes.
- Serralves em Festa 2011 (40 horas): Decorreu de 28 de Maio a 29 de Maio. Contou com 98 000 visitantes.
- Serralves em Festa 2012 (40 horas): Decorreu de 2 de Junho a 3 de Junho. Contou com 84 835 visitantes, 933 artistas em 231 apresentações.
- Serralves em Festa 2013 (40 horas): Decorreu de 8 de Junho a 9 de Junho. Contou 90 000 visitantes e 220 espetáculos.
- Serralves em Festa 2014 (40 horas): Decorreu de 31 de Maio a 1 de Junho. Contou 140 724 visitantes e 250 eventos.
- Serralves em Festa 2015 (40 horas): Decorreu de 30 de maio a 31 de maio. Contou 142 000 visitantes.
- Serralves em Festa 2016 (40 horas): Decorreu de 4 de junho a 5 de junho. Contou 161 244 visitantes.
- Serralves em Festa 2017 (50 horas): Decorreu entre 2 de junho e 4 de junho. Contou com 224.867 visitantes.
- Serralves em Festa 2018 (50 horas): Decorreu entre 1 de junho e 3 de junho. Contou com 249.897 visitantes.
- Serralves em Festa 2019 (50 horas): Decorreu entre 31 de maio e 2 de junho. Contou com 264.750 visitantes.
- Serralves em Festa 2020: Não se realizou devido à pandemia COVID-19.
- Serralves em Festa 2021: Não se realizou devido à pandemia COVID-19.
- Serralves em Festa 2022: Não se realizou devido à pandemia COVID-19.
- Serralves em Festa 2023 (50 horas): Decorreu entre 2 de junho e 4 de junho. Contou com 291.758 visitantes com cerca de 250 atividades.
- Serralves em Festa 2024 (50 horas): Decorreu entre 31 de maio e 2 de junho. Contou com 265 mil visitantes e mais de 500 atuações.
- Serralves em Festa 2025 (50 horas): Decorreu entre 30 de maio e 1 de junho. Contou com 260 mil visitantes e 500 artistas.